# ジャック・バーガー
ジャック・バーガー（Jacques Burger、1983年7月29日 - ）は、ナミビアのラグビーユニオン指導者。

## プロフィール
- ナミビア(当時は南アフリカ共和国)・ウィントフック出身[1]。
- 現役時代のポジションはフランカー(FL)。
- 身長 188cm、体重 105kg
- 闘将と呼ばれていた[2]。
- ナミビア代表通算キャップ数は41でラグビーワールドカップ2007・ラグビーワールドカップ2011・ラグビーワールドカップ2015のナミビア代表に選ばれて2015年W杯では主将を務めた[3]。

## 略歴
グリフォンズ、オーリヤック、ブルー・ブルズ、ブルズを経て、2010年、サラセンズに加入。
2015年、現役を引退した。
2024年、ナミビア代表のコーチに就任。